# Tubes International
Tubes International je firma zabývající se prodejem průmyslových hadic, spojek, hydraulických hadic a komponent pro všechna průmyslová odvětví, se sídlem v Poznani v Polsku. Založena byla roku 1993 Richardem Fredriksenem.
V 1998 roce firma přijala strategii expanze prostřednictvím tvorby prodejní sítě po celém Polsku. Zahraniční expanzi zahájila v roce 2002 založením pobočky Tubes International Česká republika. Firma zaměstnává téměř 450 pracovníků po celém světě.

## Historie
Firma Tubes International byla založena 10. května 1993 Norem Richardem Fredriksenem, který přijel do Polska počátkem devadesátých let. První sídlo firmy se nacházelo na ulici Kościelna v Poznani, soustředila se na obsluhu lokálního trhu.
V letech 1998–2000 vybudovala Tubes International prodejní síť v Polsku. První pobočka byla otevřena v Kališu v roce 1998. Další pobočky společnosti byly otevřeny v Lodži, Katovicích, Gdaňsku a Gdyni. V letech 2001–2006 bylo zřízeno sídlo Tubes International, které má kromě kancelářské části rozsáhlé skladové a výrobní prostory. Budova se nachází v ulici Bystra 15A v Poznani a předchozí sídlo bylo přeměněno na pobočku v Poznani. V roce 2003 získala společnost certifikát řízení kvality ISO 9001: 2000. V letech 2001–2006 společnost otevřela pobočky mimo Polsko: První pobočkou byla společnost Tubes International Czech Republic, po níž následovaly pobočky na Ukrajině, na Slovensku a v Litvě. V Polsku byly zřízeny tyto pobočky: Gliwice, Krakov, Białystok, Rzeszów, Vratislav, Štětín, Toruń, Lublin a Kielce.
V roce 2007 se společnost Tubes International připojila ke skupině EDiS největších evropských průmyslových dodavatelů působících v Evropě i v zahraničí. Jako člen skupiny Tubes International provozuje tři skupiny odborníků: v oblasti průmyslových hadic, v oblasti výkonové hydrauliky a v oblasti kovových hadic. Ve stejném roce společnost otevřela výrobní závod pro zvláštní účely – zařízení odpovídá za vytváření řešení pro nestandardní potřeby (specifikace, přizpůsobení aplikaci).
V letech 2008–2011 společnost rozšířila svou prodejní síť o pobočky v Częstochowě, Zieloně Góře, Olsztyně, Bydhošti, Rusku a Kazachstánu. V roce 2008 získala povolení k výrobě potrubí v souladu se směrnicí o tlacích 97/23 / ES. V roce 2012 bylo v sídle společnosti spuštěno skladové a logistické centrum, jehož úkolem bylo zvýšit efektivitu dodávek zákazníkům. V letošním roce byla vytvořena další pobočka společnosti – v Płocku. V letech 2013–2016 společnost Tubes International pokračovala v rozšiřování své prodejní sítě otevřením poboček v Norsku, Bielsku-Białe a Przeźmierowu. Byly také vytvořeny zastoupení společnosti v Německu a Iráku. Internetový obchod byl spuštěn v roce 2015.

## Působnost
Tubes International se zabývá prodejem průmyslových hadic a spojek a hydraulických hadic a komponent pro všechna průmyslová odvětví. Produkty a služby poskytuje prostřednictvím vlastní prodejní sítě skládající se z více než 35 poboček v Polsku i ve světě. Prodej je realizován také prostřednictvím internetového obchodu.
Mimo široký sortiment produktů jako hadice s koncovkami, hydraulické trubky, průmyslové hadice, hydraulické systémy nebo pneumatické prvky firma nabízí zákazníkům také řadu služeb. Patří k nim např. servis 24/7, výroba průmyslových/hydraulických/kovových hadic a koncovkami, příprava hadic v čisté zóně nebo čištění hadic.

## Ředitelé
- Richard Fredriksen (1993–2017)
- Karol Semba (2018 – do současnosti)[1]

## Pobočky firmy

### Pobočky v Polsku
- Białystok
- Bielsko-Biała
- Bydgoszcz
- Częstochowa
- Gdańsk
- Gdynia
- Gliwice
- Kališ
- Katowice
- Kielce
- Kraków
- Lublin
- Łódź
- Olsztyn
- Płock
- Poznań
- Poznań / Przeźmierowo
- Rzeszów
- Szczecin
- Toruń
- Tychy
- Warsaw
- Wrocław
- Zielona Góra

### Pobočky v zahraničí
- Ostrava (Česko)
- Praha (Česko)
- Brno (Česko)
- Hradec Králové (Česko)
- Lvov (Ukrajina)
- Kyjev (Ukrajina)
- Dnipro (Ukrajina)
- Žilina (Slovensko)
- Vilnius (Litva)
- Moskva (Rusko)
- Karaganda (Kazachstán)
- Almaty (Kazachstán)
- Sandnes (Norsko)
- York (Německo – zastoupení)
- Kurdistán (Irák, Sýrie, Turecko, Jordánsko, Kuvajt, Saúdská Arábie – zastoupení)
- Teherán (Írán – zastoupení)

Zdroj: EDiS.